# Dayro Moreno
Dayro Mauricio Moreno Galindo (El Espinal, Tolima, 16 de setembro de 1985) é um futebolista colombiano que atua como atacante. Atualmente joga pelo Once Caldas.

## Carreira
Formado no Once Caldas, foi campeão do Campeonato Colombiano Apertura de 2003 e da Copa Libertadores da América de 2004. Em 2006, foi emprestado ao Atlético Paranaense, disputando apenas duas partidas e marcando um gol. Em 2007, voltou ao Once Caldas, se destacando e sendo contratado pelo Steaua Bucareste, da Roménia, em 2008, chegou a atuar pelo Steaua II Bucareste, em 2009. Voltou para o Once Caldas em 2010, sendo campeão do Campeonato Colombiano Finalización de 2010. Já em 2011, após ter feitos boas partidas na Copa Libertadores da América de 2011, foi contratado pelo Club Tijuana, do México. Em 2012, foi contratado pelo Once Caldas e repassado por empréstimo ao Junior Barranquilla, clube colombiano da 1° divisão.

## Seleção
Ele fez parte do elenco da Seleção Colombiana de Futebol da Copa América de 2011.

## Títulos
Once Caldas
- Campeonato Colombiano: 2003 (Apertura) e 2010 (Finalización)
- Copa Libertadores da América: 2004

Atlético Nacional
- Recopa Sul-Americana: 2017
- Florida Cup: 2018